# Le Nègre blanc (film, 1912)
Pour les articles homonymes, voir Le Nègre blanc.
Pour plus de détails, voir Fiche technique et Distribution.
Le Nègre blanc est un film muet français réalisé par Abel Gance et sorti en 1912.

## Fiche technique
- Titre : Le Nègre blanc
- Réalisation : Abel Gance
- Scénario : Abel Gance
- Société de production : Le Film français
- Pays d'origine :  France
- Date de sortie : 1912

## Distribution
- Abel Gance
- Mathilde Thizeau
- Jean Toulout